# Wilhelm Schüler (Politiker, 1877)
Wilhelm Schüler (* 28. Oktober 1877 in Büchenbeuren; † 25. Februar 1953 ebenda) war ein deutscher Politiker (CDU) und Mitglied des Rheinland-Pfälzischen Landtages.
Wilhelm Schüler war Arzt und Landwirt.
Von 1920 bis 1929 war er Mitglied des Provinziallandtages der Rheinprovinz für die DVP die dort Teil der bürgerlichen Arbeitsgemeinschaft wurde und gehörte dann bis 1933 der christlich-nationalen Bauern- und Landvolkpartei im Hunsrück an.
Er war Mitglied der Beratenden Landesversammlung (Rheinland-Pfalz) und von 1947 bis 1951 Mitglied des Landtages Rheinland-Pfalz in der 1. Wahlperiode. Dort amtierte er in der ersten Sitzung als Alterspräsident.
Er war in der evangelischen Kirche organisiert.